# أونتاريو (ويسكونسن)
أونتاريو (بالإنجليزية: Ontario, Wisconsin) هي قرية تقع في الولايات المتحدة في مقاطعة فيرنون (ويسكونسن). يقدر عدد سكانها بـ 554 نسمة ومساحتها 2.62 كم2 وترتفع عن سطح البحر 280 متر.

## التركيبة السكانية
قام مكتب تعداد الولايات المتحدة بتحديد بيانات التركيبة السكانية لأونتاريو في تعداد الولايات المتحدة. في ما يلي، التركيبة السكانية حسب تعدادي 2000 و2010.

### تعداد عام 2000
بلغ عدد سكان أونتاريو 476 نسمة بحسب تعداد عام 2000، وبلغ عدد الأسر 225 أسرة وعدد العائلات 134 عائلة مقيمة في القرية. في حين سجلت الكثافة السكانية 470.1 نسمة لكل ميل مربع (181.5/كم2). وبلغ عدد الوحدات السكنية 254 وحدة بمتوسط كثافة قدره 250.9 نسمة لكل ميل مربع (96.9/كم2).
وتوزع التركيب العرقي للقرية بنسبة 94.96% من البيض و 0.84% من الأمريكيين الأصليين و 0.42% من عرقين مختلطين أو أكثر.
بلغ عدد الأسر 225 أسرة كانت نسبة 24.4% منها لديها أطفال تحت سن الثامنة عشر تعيش معهم، وبلغت نسبة الأزواج القاطنين مع بعضهم البعض 43.6% من أصل المجموع الكلي للأسر، ونسبة 11.6% من الأسر كان لديها معيلات من الإناث دون وجود شريك، وكانت نسبة 40.4% من غير العائلات. تألفت نسبة 36.4% من أصل جميع الأسر من أفراد ونسبة 21.8% كانوا يعيش معهم شخص وحيد يبلغ من العمر 65 عاماً فما فوق. وبلغ متوسط حجم الأسرة المعيشية 2.73، أما متوسط حجم العائلات فبلغ 2.12.
بلغ العمر الوسطي للسكان 44 عاماً. وكانت نسبة 21.4% من القاطنين تحت سن الثامنة عشر، وكانت نسبة 7.8% بين الثامنة عشر والأربعة وعشرون عاماً، ونسبة 21.8% كانت واقعةً في الفئة العمرية ما بين الخامسة والعشرون حتى والأربعة وأربعون عاماً، ونسبة 24.2% كانت ما بين الخامسة والأربعون حتى الرابعة والستون، ونسبة 24.8% كانت ضمن فئة الخامسة والستون عاماً فما فوق. يوجد لكل 100 أنثى 93.5 ذكر، ويوجد لكل 100 أنثى في الثامنة عشر من عمرها فما فوق 92.8 ذكر.
بلغ متوسط دخل الأسرة في القرية 23,194 دولار، أما متوسط دخل العائلة فبلغ 28,750 دولار. وكان متوسط دخل الذكور 23,333 دولار مقابل 17,083 دولار للإناث. وسجل دخل الفرد الخاص بالقرية 13,893 دولار. وكانت نسبة 14.2% من العائلات ونسبة 22.4% من السكان تحت خط الفقر، وكان من هؤلاء نسبة 35.1% تحت سن الثامنة عشر ونسبة 24.1% في الخامسة والستين من العمر وما فوق.

### تعداد عام 2010
بلغ عدد سكان أونتاريو 554 نسمة بحسب تعداد عام 2010، وبلغ عدد الأسر 210 أسرة وعدد العائلات 135 عائلة مقيمة في القرية. في حين سجلت الكثافة السكانية 554.0 نسمة لكل ميل مربع (213.9/كم2). وبلغ عدد الوحدات السكنية 253 وحدة بمتوسط كثافة قدره 253.0 لكل ميل مربع (97.7/كم2).
وتوزع التركيب العرقي للقرية بنسبة 88.3% من البيض و 1.3% من الأمريكيين الأصليين و 1.1% من الأمريكيين ذوي الأصول الآسيوية و 1.6% من عرقين مختلطين أو أكثر.
بلغ عدد الأسر 210 أسرة كانت نسبة 34.3% منها لديها أطفال تحت سن الثامنة عشر تعيش معهم، وبلغت نسبة الأزواج القاطنين مع بعضهم البعض 45.2% من أصل المجموع الكلي للأسر، ونسبة 11.0% من الأسر كان لديها معيلات من الإناث دون وجود شريك، بينما كانت نسبة 8.1% من الأسر لديها معيلون من الذكور دون وجود شريكة وكانت نسبة 35.7% من غير العائلات. تألفت نسبة 29.5% من أصل جميع الأسر من أفراد ونسبة 15.8% كانوا يعيش معهم شخص وحيد يبلغ من العمر 65 عاماً فما فوق. وبلغ متوسط حجم الأسرة المعيشية 3.28، أما متوسط حجم العائلات فبلغ 2.64.
بلغ العمر الوسطي للسكان 31.5 عاماً. وكانت نسبة 31.9% من القاطنين تحت سن الثامنة عشر، وكانت نسبة 7.5% بين الثامنة عشر والأربعة وعشرون عاماً، ونسبة 23.5% كانت واقعةً في الفئة العمرية ما بين الخامسة والعشرون حتى والأربعة وأربعون عاماً، ونسبة 19.5% كانت ما بين الخامسة والأربعون حتى الرابعة والستون، ونسبة 17.5% كانت ضمن فئة الخامسة والستون عاماً فما فوق. وتوزع التركيب الجنسي للسكان بنسبة 47.8% ذكور و52.2% إناث.